# Хук-ван-Холланд

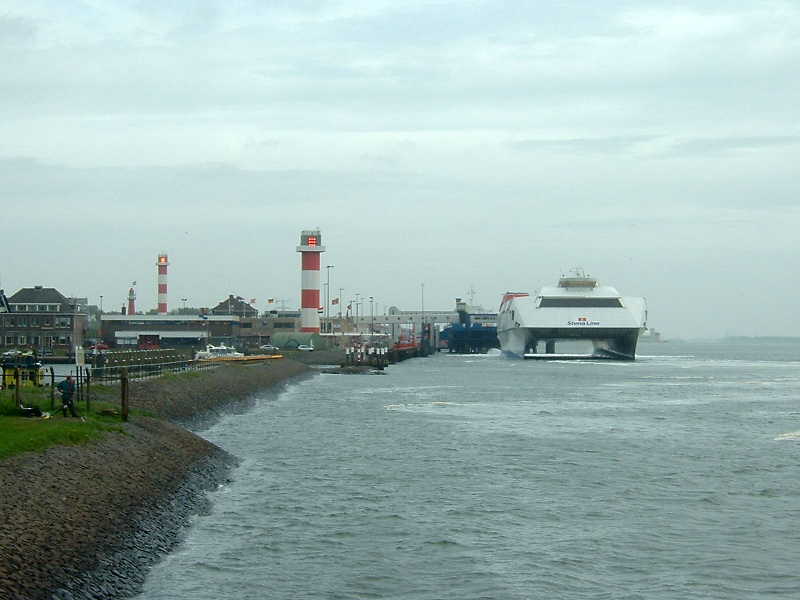
Паромный терминал в Хук-ван-Холланд

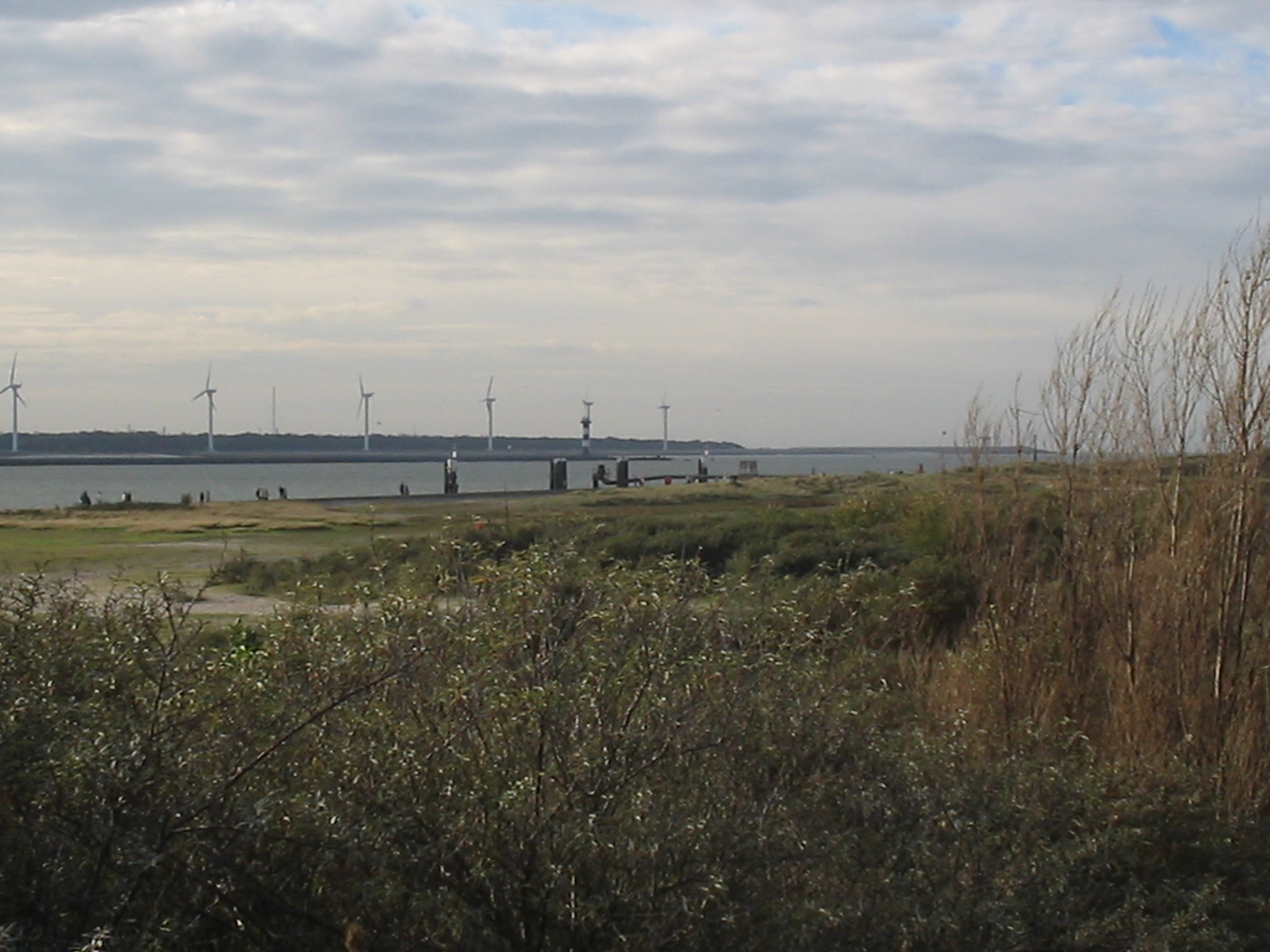
Дюны в Хук-ван-Холланд

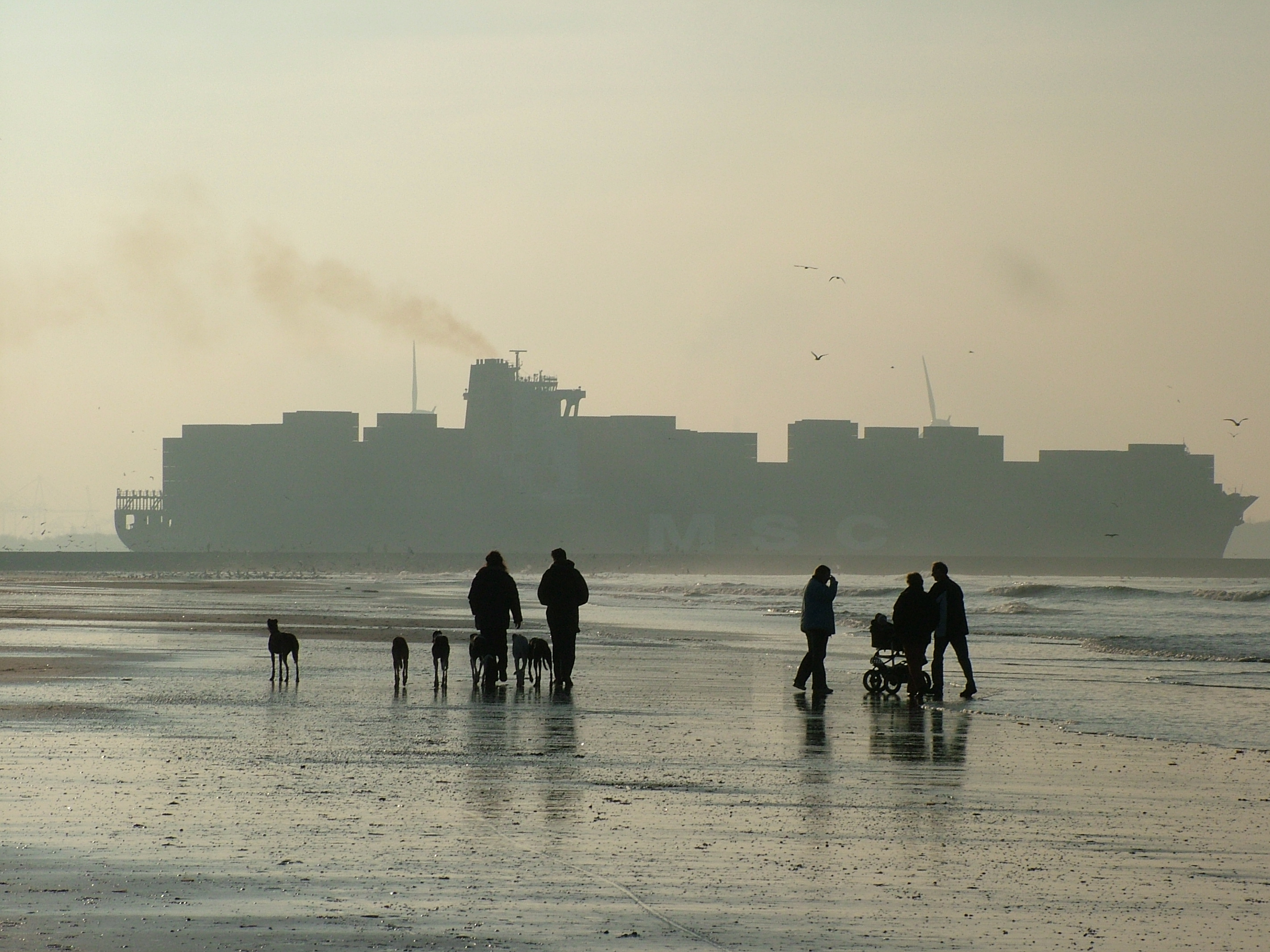
Пляж в Хук-ван-Холланд на фоне морского контейнеровоза

Хук-ван-Хо́лланд (нидерл. Hoek van Holland [ˈɦukfɑnˈɦɔlɑnt], досл.: Угол Голландии), также известный как Хук — район города Роттердам и порт на юго-западе Нидерландов, расположенный на побережье Северного моря и у начала канала Ньиве-Ватервег. По состоянию на апрель 2015 года численность населения составила 10 128 человек.

## Транспорт

### Паромы
Оператором морского терминала является компания Stena Line. Пассажирские услуги включают в себя перевозку людей и автомобилей на паромах компании.
Паромное сообщение из Хук-ван-Холланд осуществляется с 1893 года и прерывалось лишь на время ведения обеих мировых войн. В настоящее время, морские перевозки из Хук-ван-Холланд осуществляются по двум маршрутам. Первый: пассажирский и грузовой до порта Харвич. Второй: только грузовой до Киллингхольма.

### Железнодорожное сообщение
В районе есть две железнодорожных станции, которые соединяют его с центром Роттердама. Поезда отправляются каждые полчаса.

### Автодороги
Через район проходит европейский маршрут E 30, благодаря которому, используя паромное сообщение, можно проехать от Корка в Ирландии до Омска в России. Участок данного маршрута имеет местный автодорожный номер — N211, который ведёт от морского терминала Stena Line до Гааги. Шоссе номер N220 связывает Хук-ван-Холланд с центром Роттердама.